# Jacksonia condensata
Jacksonia condensata är en ärtväxtart som beskrevs av Michael Douglas Crisp och Judith Roderick Wheeler. Jacksonia condensata ingår i släktet Jacksonia och familjen ärtväxter. Inga underarter finns listade i Catalogue of Life.